# シーサイドネット
シーサイドネット（CsideNet）は、東京都豊島区に本社を置く、レンタルサーバー（ホスティングサービス）事業を行う企業である。
2024年12月現在、一部レンタルサーバ(例：https://ctrl.fromc.jp/  domain nameの有効期限は2025年6月まで)が止まっていて、サポート窓口から障害申告してもなんの連絡もなく、事実上の廃業状態である。

## 沿革
- 2000年2月15日 - 個人事業者としてCsideNetを設立。
- 2002年2月15日 - 有限会社シーサイドネットを設立。
- 2004年3月7日 - 株式会社シーサイドネットに商号変更。
- 2004年4月1日 - セコムトラストネット（現セコムトラストシステムズ）との業務提携により、セキュリティサービス付き事業者向けレンタルサーバー C'S SERVER Professionalを開始。
- 2004年6月21日 - 本社を豊島区東池袋のサンシャイン60ビルに移転。
- 2005年10月 - 1年間で100の新機能を追加する「サービス強化キャンペーン」を開始。
- 2005年12月1日 - バリューコマースがホスティング事業を会社分割し、新会社データソリューションズ株式会社を設立。同社の全株式をシーサイドネットが取得。
- 2006年1月-3月 - データセンターをセコムトラストネット（現セコムトラストシステムズ）の「セキュアデータセンター」に移転。[1]
- 2015年8月22日 - 本社を千代田区三番町のシーサイドビルに移転[2]。
- 2019年9月17日 - 本社を豊島区東池袋のサンシャイン60ビルに移転[3]。
- 2020年5月 - 創業者が山梨県で移動販売の宅配ピザ業を開始。[4] 同時期からシーサイドネットのサーバーダウンが頻繁に報告されるようになる。
- 2021年5月14日 - 本社を新宿区西新宿の全研ビルに移転[5]。
- 2024年12月 - ユーザーのレンタルサーバーが接続不能になるケースが多く報告される。[6]
- 2024年12月 - 総務省が発表する「連絡が取れない届出電気通信事業者一覧」にシーサイドネットが掲載される。[7]

## レンタルサーバーサービス
2007年現在、約20,000ユーザーが利用している。
- C'S SERVER Personal サブドメイン/独自ドメイン - 共用サーバー
- C'S SERVER Professional - 事業者向け共用サーバー
- C'S SERVER Private Hosting - 専用サーバー